# Nekrolog 1794
Nekrolog
◄◄
| ◄
| 1790
| 1791
| 1792
| 1793
| 1794 | 1795 | 1796 | 1797 | 1798 | ► | ►►
Weitere Ereignisse | Allgemeiner Nekrolog 1794
Die Beschreibung der verstorbenen Person sollte so kurz wie möglich gehalten sein und nur deren signifikante Tätigkeit(en) enthalten.
Neue Namen ggf. auch unter dem Geburts- und Sterbedatum, also etwa unter 1. Januar und im Geburts- und Sterbejahr (2024) eintragen (nur bei entsprechender großer Wichtigkeit). Für Beispiele siehe die schon vorhandenen Artikel.
Außerdem über die fünf zuletzt Verstorbenen, zu denen es einen ausreichend guten Artikel für eine Präsentation auf der Hauptseite gibt, nach der todesbedingten Überarbeitung der Artikel ggf. auch unter Wikipedia Diskussion:Hauptseite informieren und sie am besten auch in den anderen Wikipedia-Sprachversionen eintragen. Tipp: Regelmäßig bei news.google.de nach „ist tot“, „gestorben“ oder „verstorben“ suchen.
Wenn eine Person gestorben ist, gibt es viele Seiten zu dieser Person in der Wikipedia, die davon auch betroffen sind und entsprechend aktualisiert werden müssen. Beispiele: Namenübersichtsseite, Geburtsjahr, Geburtsort-Seiten und viele mehr.
Wie finde ich die betroffenen Seiten?
Im Suchfeld auf der linken Seite gibt man den Suchbegriff so ein: „Vorname Nachname“. Dann klickt man auf Volltext und alle Seiten mit entsprechendem Suchtext werden aufgerufen. Hier sieht man dann schnell, wo auch das Todesjahr Sinn macht oder sogar ein Teil des Artikels angepasst werden muss. Auch hilft das „Werkzeug“ auf der linken Seite sehr gut, um solche Seiten aufzufinden: „Links auf diese Seite“. Somit ist die Wikipedia wieder aktuell in allen Bereichen! Hinweis: bei Eintragung der Kategorie „Gestorben JAHR“ wird der Missbrauchsfilter 49 ausgelöst, was jedoch nicht schlimm ist. Siehe: Spezial:Missbrauchsfilter/49
Dies ist eine Liste von im Jahr 1794 verstorbenen bekannten Persönlichkeiten. Die Einträge erfolgen innerhalb der einzelnen Daten alphabetisch sortiert. Tiere sind im Nekrolog für Tiere zu finden.

## Januar
| Tag        | Name                                   | Beruf, bekannt als                                                                                             | Alter | Beleg |
| ---------- | -------------------------------------- | --- | ----- | ----- |
| 1. Januar  | Daniel Adolf Weber                     | Bürgermeister in Elberfeld                                                                                     | 63    |       |
| 3. Januar  | Joachim Ludwig Heydert                 | Königlicher Hofgärtner in Potsdam                                                                              | 77    |       |
| 4. Januar  | Nikolaus von Luckner                   | Marschall von Frankreich                                                                                       | 71    |       |
| 5. Januar  | Lorenz Johann von Wiegel               | preußischer Generalmajor, Kommandant von Thorn                                                                 | 65    |       |
| 6. Januar  | Jacob Berthout van Berchem             | niederländischer Kaufmann und Sklavenhändler                                                                   | 57    |       |
| 6. Januar  | Maurice d’Elbée                        | französischer Kommandant in der Französischen Gegenrevolution                                                  | 41    |       |
| 8. Januar  | Justus Möser                           | deutscher Schriftsteller und Politiker                                                                         | 73    |       |
| 8. Januar  | Jean Baptiste Vezin                    | Violinist, Königlich Britischer Konzertmeister                                                                 | 81    |       |
| 10. Januar | Georg Forster                          | deutscher Naturforscher, Ethnologe, Reiseschriftsteller, Journalist und Revolutionär                           | 39    |       |
| 11. Januar | Jakob Mauvillon                        | deutscher Militärschriftsteller und Vertreter des Physiokratismus                                              | 50    |       |
| 16. Januar | Edward Gibbon                          | britischer Historiker                                                                                          | 56    |       |
| 17. Januar | Jean-Baptiste du Barry                 | französischer Adliger                                                                                          |       |       |
| 17. Januar | Christoph Julius Gravenhorst           | deutscher Chemiker und Unternehmer                                                                             | 62    |       |
| 17. Januar | Wilhelm Paul Verpoorten                | deutscher Pädagoge und lutherischer Theologe                                                                   | 72    |       |
| 21. Januar | René-Louis Ambroise                    | französischer Priester, Seliger der römisch-katholischen Kirche                                                | 73    |       |
| 21. Januar | André Duliou                           | französischer Priester, Seliger der römisch-katholischen Kirche                                                | 66    |       |
| 21. Januar | Francis Duschesne                      | französischer Priester, Seliger der römisch-katholischen Kirche                                                | 58    |       |
| 21. Januar | Johann Christian Messerschmid          | deutscher Pädagoge                                                                                             | 73    |       |
| 21. Januar | François Migoret-Lamberdière           | französischer Priester, Seliger der römisch-katholischen Kirche                                                | 66    |       |
| 21. Januar | Joseph Pellé                           | französischer Priester, Seliger der römisch-katholischen Kirche                                                | 74    |       |
| 21. Januar | Augustin-Emmanuel Philippot            | französischer Priester, Seliger der römisch-katholischen Kirche                                                | 77    |       |
| 21. Januar | Julien-François Morin de la Girardière | französischer Priester, Seliger der römisch-katholischen Kirche                                                | 58    |       |
| 21. Januar | Jean-Baptiste Triquerie                | französischer Priester, Seliger der römisch-katholischen Kirche                                                | 56    |       |
| 21. Januar | Jean-Baptiste Turpin du Cormier        | französischer Priester, Seliger der römisch-katholischen Kirche                                                | 61    |       |
| 22. Januar | Anton I. Esterházy de Galantha         | sechster Fürst der Magnatenfamilie Esterházy                                                                   | 55    |       |
| 22. Januar | John Stuart, Viscount Mount Stuart     | britischer Politiker                                                                                           | 26    |       |
| 23. Januar | Karl Friedrich Rehfeld                 | deutscher Mediziner und Hochschullehrer                                                                        | 58    |       |
| 24. Januar | Ludwig Rousseau                        | deutscher Pharmazeut, Apotheker und Chemiker                                                                   | 69    |       |
| 24. Januar | Wilhelm Heinrich von Creuzer           | deutscher Verwaltungsjurist und herzoglich pfalz-zweibrückischer Kammerpräsident                               |       |       |
| 24. Januar | Basilius Germann                       | Schweizer Benediktiner                                                                                         | 66    |       |
| 25. Januar | Georg Marcus Stein                     | deutscher Orgel- und Klavierbauer                                                                              | 55    |       |
| 28. Januar | Johann Gottlob Immanuel Breitkopf      | deutscher Typograf und Musikverleger                                                                           | 74    |       |
| 28. Januar | Henri de La Rochejaquelein             | französischer Adliger und einer der Anführer des Aufstands der Vendée in der Zeit der Französischen Revolution | 21    |       |
| Januar     | Johann Christoph Wiedemann             | deutscher Orgelbauer                                                                                           | 63    |       |

## Februar
| Tag         | Name                                  | Beruf, bekannt als                                                                                                  | Alter | Beleg |
| ----------- | ------------------------------------- | --- | ----- | ----- |
| 2. Februar  | Marie Fel                             | französische Opernsängerin                                                                                          | 80    |       |
| 3. Februar  | Adolph Christian Wendler              | sächsischer Jurist und Bürgermeister von Leipzig                                                                    | 59    |       |
| 4. Februar  | Ludwig Beck                           | deutscher Benediktinerabt                                                                                           | 65    |       |
| 5. Februar  | Andreas Lutz                          | deutscher Hofzimmermeister, blieb durch sein „Menschenfresser-Grab“ in Erinnerung                                   | 65    |       |
| 5. Februar  | Françoise Mezière                     | französische geweihte Jungfrau, die während der Französischen Revolution zum Tode verurteilt und hingerichtet wurde | 48    |       |
| 9. Februar  | Heinrich Ludwig Pfaff                 | deutscher evangelischer Theologe, Prediger und Lehrer                                                               | 28    |       |
| 9. Februar  | Louis de Treytorrens                  | Schweizer Mathematiker und Philosoph                                                                                | 68    |       |
| 10. Februar | Jacques Roux                          | französischer Revolutionär                                                                                          | 41    |       |
| 11. Februar | André-Joseph Lafitte-Clavé            | französischer Offizier                                                                                              | 53    |       |
| 12. Februar | Adam Friedrich von Pfeil              | preußischer Kammerdirektor, Kriegs-, Domänen-, Justiz-, Geheim- und Landrat                                         | 74    |       |
| 15. Februar | Olof Celsius der Jüngere              | schwedischer Historiker und Bischof                                                                                 | 77    |       |
| 16. Februar | Werner Friedrich Abraham von Arnim    | preußischer Beamter                                                                                                 | 46    |       |
| 16. Februar | Étienne Charles de Loménie de Brienne | französischer Politiker und Kleriker                                                                                | 66    |       |
| 17. Februar | Edward Hughes                         | britischer Offizier                                                                                                 |       |       |
| 18. Februar | Joseph Adam Ritter von Mölk           | österreichischer Fresken- und Tafelmaler                                                                            | 75    |       |
| 18. Februar | Elisabeth Augusta Wendling            | deutsche Sopransängerin                                                                                             | 41    |       |
| 19. Februar | Paul Friedrich Achat Nitsch           | deutscher Schriftsteller und Geistlicher                                                                            | 39    |       |
| 21. Februar | Natalis Pinot                         | französischer Priester und Märtyrer                                                                                 | 46    |       |
| 23. Februar | Amandus Schickmayr                    | Benediktiner und Abt des Stiftes Lambach (1746–18794)                                                               | 77    |       |
| 27. Februar | Vicente de Herrera y Rivero           | spanischer Vizekönig von Neuspanien                                                                                 |       |       |
| 27. Februar | Jean-Rodolphe Perronet                | französischer Architekt und Bauingenieur des neuzeitlichen Steinbrückenbaus                                         | 85    |       |

## März
| Tag      | Name                                                     | Beruf, bekannt als                                                             | Alter | Beleg |
| -------- | -------------------------------------------------------- | ------------------------------------------------------------------------------ | ----- | ----- |
| 2. März  | Ludwig                                                   | Fürst von Nassau-Saarbrücken                                                   | 49    |       |
| 4. März  | Franz Anton Zeiller                                      | österreichischer Maler                                                         | 77    |       |
| 5. März  | Claes Alströmer                                          | schwedischer Kaufmann und Naturforscher                                        | 57    |       |
| 5. März  | Caspar Friedrich Wolff                                   | deutscher Physiologe und Begründer der modernen Embryologie                    | 60    |       |
| 9. März  | Sigismund von Roggenbach                                 | Fürstbischof von Basel                                                         | 67    |       |
| 10. März | Henriette Ernestine Christiane vom Hagen                 | deutsche Dichterin                                                             | 33    |       |
| 15. März | Friedrich Wilhelm von Götzen der Ältere                  | Generaladjutant, Gouverneur der Grafschaft Glatz                               | 59    |       |
| 16. März | Maria Katharina Prestel                                  | Pastell- und Aquarellmalerin, Kupferstecherin und Radiererin                   | 46    |       |
| 18. März | Lebrecht Heinrich Samuel Jehne                           | deutscher lutherischer Theologe und Pädagoge                                   | 46    |       |
| 24. März | Anacharsis Cloots                                        | Politiker und Revolutionär in Paris während der Französischen Revolution       | 38    |       |
| 24. März | Jacques-René Hébert                                      | französischer Revolutionär                                                     | 36    |       |
| 24. März | Antoine-François Momoro                                  | Politiker während der Französischen Revolution                                 |       |       |
| 24. März | Charles Philippe Ronsin                                  | französischer Politiker während der Französischen Revolution                   | 42    |       |
| 24. März | François-Nicolas Vincent                                 | Generalsekretär des französischen Kriegsministeriums                           |       |       |
| 25. März | Christian Friedrich Franke                               | deutscher evangelischer Theologe                                               | 26    |       |
| 25. März | Augustin-Joseph de Mailly                                | französischer General und Marschall, Chevalier du Saint-Esprit                 | 85    |       |
| 26. März | Juan Francisco de la Bodega y Quadra                     | spanischer Marine-Offizier, Entdecker und Seefahrer                            |       |       |
| 26. März | Eleonore von Grothaus                                    | Dichterin                                                                      | 59    |       |
| 26. März | Philipp Ernst Spieß                                      | deutscher Historiker, Archivar, Offizier und Publizist                         | 59    |       |
| 28. März | Joseph von Herbert                                       | österreichischer Jesuit, Physiker, Schriftsteller und Domherr                  |       |       |
| 29. März | Marie Jean Antoine Nicolas Caritat, Marquis de Condorcet | französischer Philosoph, Mathematiker, Politiker und Kommunikationstheoretiker | 50    |       |
| 30. März | Franz Isaak von Froideville                              | preußischer Generalmajor, Inspekteur der Armee                                 | 73    |       |
| 30. März | Karl Franz von Keoszeghy                                 | königlich preußischer Generalmajor                                             | 72    |       |
| 31. März | Bernardino Galliari                                      | italienischer Freskant und Theatermaler                                        | 86    |       |

## April
| Tag       | Name                                                       | Beruf, bekannt als                                                              | Alter | Beleg |
| --------- | ---------------------------------------------------------- | ------------------------------------------------------------------------------- | ----- | ----- |
| 1. April  | Eulogius Schneider                                         | Franziskaner, Jakobiner und Religionsphilosoph                                  | 37    |       |
| 2. April  | Otto Joachim Moritz von Wedel                              | sachsen-weimarischer Oberforstmeister                                           |       |       |
| 5. April  | François Chabot                                            | französischer Politiker                                                         | 37    |       |
| 5. April  | Georges Danton                                             | Rechtsanwalt, Politiker zur Zeit der Französischen Revolution                   | 34    |       |
| 5. April  | Jean-François Delacroix                                    | französischer Politiker während der Französischen Revolution                    | 41    |       |
| 5. April  | Camille Desmoulins                                         | Führer der Französischen Revolution                                             | 34    |       |
| 5. April  | Fabre d’Églantine                                          | französischer Dichter, Schauspieler, Dramaturg und Revolutionär                 | 43    |       |
| 5. April  | Junius Frey                                                | österreichischer Heereslieferant, Alchemist, Freimaurer, Jakobiner und Frankist |       |       |
| 5. April  | Pierre Philippeaux                                         | französischer Politiker und Mitglied des Nationalkonvents                       | 39    |       |
| 5. April  | Marie-Jean Hérault de Séchelles                            | französischer Politiker während der Französischen Revolution                    | 34    |       |
| 5. April  | François-Joseph Westermann                                 | französischer General der Revolutionszeit                                       | 42    |       |
| 6. April  | Alexander Petrus Nahuys                                    | niederländischer Mediziner, Botaniker und Chemiker                              | 57    |       |
| 9. April  | Nicolas Maillot de la Treille                              | römisch-katholischer Priester, Ehrenprälat, Hofkaplan und Hofbibliothekar       | 68    |       |
| 10. April | Antonio Rinaldi                                            | italienischer Architekt und Innenarchitekt                                      |       |       |
| 13. April | Nicolas Chamfort                                           | französischer Schriftsteller                                                    | 53    |       |
| 13. April | Pierre-Gaspard Chaumette                                   | Person während der Französischen Revolution                                     | 30    |       |
| 13. April | Lucile Desmoulins                                          | Frau eines französischen Revolutionärs                                          |       |       |
| 13. April | Arthur Dillon                                              | französischer Politiker                                                         |       |       |
| 13. April | Jean Baptiste Joseph Gobel                                 | Theologe                                                                        | 66    |       |
| 13. April | Grammont                                                   | französischer Schauspieler                                                      | 43    |       |
| 13. April | Matthias Rohlfs                                            | holsteinischer Rechenmeister, Landvermesser, Gymnasiallehrer und Kalendermacher |       |       |
| 14. April | Samuel Hieronymus Grimm                                    | Schweizer Landschaftsmaler und Dichter                                          | 61    |       |
| 16. April | Johann Caspar Hornschuch                                   | lutherischer Geistlicher sowie Pionier der Bienenzucht und des Spargelbaus      | 56    |       |
| 17. April | Karl Hammerdörfer                                          | deutscher Schriftsteller und Übersetzer                                         |       |       |
| 18. April | Luc Siméon Auguste Dagobert                                | französischer General                                                           | 58    |       |
| 18. April | Jean-Joseph de Laborde                                     | französischer Unternehmer und Bankier                                           |       |       |
| 22. April | Casper Ludwig von Below                                    | westpreußischer Landrat und Landschaftsdirektor                                 |       |       |
| 22. April | Georg Philipp Dohlhoff                                     | Bürgermeister der Pfälzer Kolonie Magdeburgs                                    | 60    |       |
| 22. April | Isaac René Guy Le Chapelier                                | Politiker während der Französischen Revolution                                  | 39    |       |
| 22. April | Chrétien-Guillaume de Lamoignon de Malesherbes             | französischer Politiker                                                         | 72    |       |
| 22. April | Jacques Guillaume Thouret                                  | französischer Anwalt und aktiver Teilnehmer der Französischen Revolution        | 47    |       |
| 23. April | Christian Moritz Alexander von Frankenberg und Ludwigsdorf | preußischer Generalmajor                                                        | 62    |       |
| 23. April | Peter Ludolph Spangenberg                                  | deutscher Mediziner und Hochschullehrer                                         | 54    |       |
| 24. April | Fredrik Axel von Fersen                                    | schwedischer Landmarschall                                                      | 75    |       |
| 24. April | Simon Kossakowski                                          | litauischer Adliger, Generalleutnant im Dienste des zaristischen Russlands      |       |       |
| 27. April | James Bruce                                                | schottischer Naturwissenschaftler und Reisender                                 | 63    |       |
| 27. April | William Jones                                              | englischer Orientalist und Jurist                                               | 47    |       |
| 27. April | Nikolaus Rummel d. Ä.                                      | altösterreichischer Orgelbauer                                                  |       |       |
| 27. April | Everard Scheidius                                          | niederländischer reformierter Theologe, Philologe und Orientalist               | 51    |       |
| 28. April | Charles Henri d’Estaing                                    | französischer Admiral                                                           | 64    |       |
| 28. April | Jean-Frédéric de La Tour du Pin Gouvernet                  | französischer Offizier und Kriegsminister                                       | 67    |       |
| 28. April | Beda Mayr                                                  | deutsch-christlicher Gelehrter                                                  | 52    |       |
| 29. April | Reinhold Friedrich von Löwis of Menar                      | russischer Generalmajor                                                         | 62    |       |
| 30. April | Johann Daniel Müller                                       | deutscher Theologe                                                              | 72    |       |

## Mai
| Tag     | Name                                         | Beruf, bekannt als                                                                          | Alter | Beleg |
| ------- | -------------------------------------------- | ------------------------------------------------------------------------------------------- | ----- | ----- |
| 1. Mai  | Christian Ludwig von Wangenheim              | kurfürstlich braunschweig-lüneburgischer Generalmajor und Chef des 9. Infanterie-Regiments  |       |       |
| 4. Mai  | Ernst Johann von Taube                       | kurländischer Kanzler und Oberrat                                                           | 53    |       |
| 5. Mai  | Christoph Wilhelm Thoellden                  | kursächsischer Beamter und Rittergutsbesitzer                                               |       |       |
| 6. Mai  | Jean-Jacques Beauvarlet-Charpentier          | französischer Organist und Komponist                                                        | 59    |       |
| 8. Mai  | Antoine Laurent de Lavoisier                 | französischer Chemiker                                                                      | 50    |       |
| 9. Mai  | Joseph Kasimir Kossakowski                   | Bischof von Livonien, Dichter und Übersetzer                                                | 56    |       |
| 10. Mai | Élisabeth Philippine Marie Hélène de Bourbon | französische Prinzessin                                                                     | 30    |       |
| 11. Mai | Franz Xaver Wenckheim                        | österreichischer General                                                                    | 58    |       |
| 14. Mai | Joseph Gaspar                                | Abt des Prämonstratenserklosters Neustift                                                   | 56    |       |
| 15. Mai | Suzanne Curchod                              | Schweizer Schriftstellerin und die Ehefrau des französischen Finanzministers Jacques Necker | 56    |       |
| 16. Mai | Johann Friedrich von Drouart                 | königlich preußischer Generalmajor und Kommandeur des Garnisons-Regiments Nr. 2             | 80    |       |
| 18. Mai | Christoph Weidlich                           | deutscher Jurist                                                                            | 80    |       |
| 22. Mai | Enea Arnaldi                                 | italienischer Architekt                                                                     | 78    |       |
| 23. Mai | Johann Georg Clement                         | deutscher Kirchenmusiker und Komponist                                                      | 84    |       |
| 23. Mai | Stepan Iwanowitsch Scheschkowski             | russischer Geheimrat und Untersuchungsbeamter unter Katharina II.                           | 66    |       |
| 25. Mai | David Fels-Zollikofer                        | Schweizer evangelischer Geistlicher                                                         | 74    |       |
| 26. Mai | Wilhelm von Alhaus                           | Kreuzherr und Weihbischof in Münster und Osnabrück                                          | 77    |       |
| 27. Mai | Mathieu Jouve Jourdan                        | französischer Revolutionär                                                                  | 47    |       |

## Juni
| Tag      | Name                                   | Beruf, bekannt als                                                                                 | Alter | Beleg |
| -------- | -------------------------------------- | -------------------------------------------------------------------------------------------------- | ----- | ----- |
| 1. Juni  | Johann Leopold von Hay                 | Bischof von Königgrätz                                                                             | 59    |       |
| 2. Juni  | Adolf Friedrich IV.                    | Herzog zu Mecklenburg; regierender Herzog von Mecklenburg-Strelitz (1752–1794)                     | 56    |       |
| 2. Juni  | Friedrich von Anhalt                   | Graf von Anhalt, General                                                                           | 62    |       |
| 2. Juni  | Gottlieb Lebrecht Spohn                | deutscher Pädagoge, Philologe und evangelischer Theologe                                           | 38    |       |
| 3. Juni  | Thomas Dundas                          | schottischer Offizier und Politiker, Mitglied des House of Commons                                 | 43    |       |
| 5. Juni  | Ludwig Gottlieb Crome                  | deutscher Philologe, Autor und Übersetzer                                                          | 51    |       |
| 8. Juni  | Gottfried August Bürger                | deutscher Dichter                                                                                  | 46    |       |
| 9. Juni  | Girolamo Tiraboschi                    | italienischer Ordensgeistlicher, Romanist und Literarhistoriker                                    | 62    |       |
| 9. Juni  | Robert Ross                            | britischer Marineoffizier und stellv. Gouverneur von New South Wales                               |       |       |
| 11. Juni | Ambrosius Balbus                       | deutscher Zisterzienserabt                                                                         | 89    |       |
| 11. Juni | Christoph Friedrich Reinhold Lisiewski | deutscher Maler                                                                                    |       |       |
| 12. Juni | Johann Wenzel von Bärnkopp             | österreichischer Feldzeugmeister                                                                   | 70    |       |
| 15. Juni | Anton Wilhelm Christian Fink           | deutscher Schriftsteller                                                                           |       |       |
| 16. Juni | Georg Heinrich von Roßkampff           | Bürgermeister von Heilbronn                                                                        | 73    |       |
| 17. Juni | Cécile Renault                         | französische historische Figur der Französischen Revolution                                        |       |       |
| 18. Juni | François-Nicolas-Léonard Buzot         | französischer Revolutionär                                                                         | 34    |       |
| 18. Juni | James Murray                           | erster britischer Gouverneur von Quebec                                                            | 73    |       |
| 18. Juni | Ralph Clark                            | britischer Marineoffizier und Verfasser von Tagebüchern                                            | 32    |       |
| 19. Juni | Marguerite Élie Guadet                 | französischer Revolutionsführer                                                                    | 35    |       |
| 19. Juni | Richard Henry Lee                      | sechster Präsident des Kontinentalkongresses, Unterzeichner der Verfassung der Vereinigten Staaten | 62    |       |
| 19. Juni | Ildephons Schwarz                      | deutscher katholischer Theologe                                                                    | 41    |       |
| 20. Juni | Félix Vicq d’Azyr                      | französischer Arzt und vergleichender Anatom                                                       | 46    |       |
| 23. Juni | James Graham                           | schottischer Arzt                                                                                  | 49    |       |
| 23. Juni | Dietrich Hans Sebastian von Unruh      | preußischer Leutnant, Kammerherr und Landrat                                                       | 46    |       |
| 24. Juni | Johann Adam Groß der Jüngere           | deutscher Architekt und Landbaumeister                                                             | 65    |       |
| 24. Juni | François Malepart                      | kanadischer Maler                                                                                  | 54    |       |
| 25. Juni | Antoine Allut                          | französischer Advokat, Politiker, Glasmanufakteur und Enzyklopädist                                | 50    |       |
| 25. Juni | Charles Jean Marie Barbaroux           | französischer Politiker                                                                            | 27    |       |
| 27. Juni | Amélie de Boufflers                    | französische Adlige, Herzogin von Lauzun, Herzogin von Biron                                       | 43    |       |
| 27. Juni | Claude-Victor de Broglie               | französischer Politiker und General                                                                | 37    |       |
| 27. Juni | Wenzel Anton von Kaunitz-Rietberg      | österreichischer Diplomat und Politiker                                                            | 83    |       |
| 27. Juni | Simon Nicolas Henri Linguet            | französischer Schriftsteller                                                                       | 57    |       |
| 27. Juni | Philippe de Noailles, duc de Mouchy    | Marschall von Frankreich                                                                           | 78    |       |
| 29. Juni | Johann Michael Lobstein                | deutscher lutherischer Theologe                                                                    | 54    |       |
| 30. Juni | Rozalia Lubomirska                     | polnische Adlige zur Zeit der französischen Revolution                                             | 25    |       |

## Juli
| Tag      | Name                                        | Beruf, bekannt als                                                                                                   | Alter | Beleg |
| -------- | ------------------------------------------- | --- | ----- | ----- |
| 2. Juli  | František Xaver Pokorný                     | böhmischer Komponist                                                                                                 | 64    |       |
| 3. Juli  | Vinzenz von Orsini-Rosenberg                | österreichischer Adeliger und Politiker                                                                              | 71    |       |
| 7. Juli  | Lothar Breidbach zu Bürresheim              | deutscher Geistlicher                                                                                                | 69    |       |
| 7. Juli  | Richard Mique                               | französischer Architekt                                                                                              | 65    |       |
| 7. Juli  | Aimar-Charles-Marie de Nicolaï              | französischer Beamter des Ancien Régime                                                                              | 46    |       |
| 7. Juli  | Carl Friedrich Wilhelm von Reibnitz         | preußischer Landrat                                                                                                  | 65    |       |
| 8. Juli  | Carl Wilhelm von Martens                    | deutscher Diplomat                                                                                                   | 43    |       |
| 8. Juli  | Ernst Georg Sonnin                          | Hamburger Ingenieur und Architekt                                                                                    | 81    |       |
| 9. Juli  | Georg Dietrich von der Groeben              | preußischer Generalleutnant                                                                                          | 68    |       |
| 10. Juli | Gaspard de Bernard de Marigny               | französischer Offizier und General                                                                                   | 39    |       |
| 12. Juli | Jean Baptiste de Machault d’Arnouville      | französischer Generalkontrolleur der Finanzen (1745–1754)                                                            | 92    |       |
| 13. Juli | Josse-François-Joseph Benaut                | belgischer Organist, Cembalist und Komponist                                                                         | 52    |       |
| 13. Juli | Filippo Lancellotti                         | italienischer Kardinal der Römischen Kirche                                                                          | 61    |       |
| 13. Juli | James Lind                                  | schottischer Arzt und Pionier der Schiffshygiene in der Britischen Marine (Royal Navy)                               | 77    |       |
| 13. Juli | Theodor Philipp von Pfau                    | preußischer Generalmajor, Gouverneur von Glatz                                                                       |       |       |
| 14. Juli | Jean-Frédéric Edelmann                      | französischer Komponist der Klassik                                                                                  | 45    |       |
| 17. Juli | John Roebuck                                | englischer Erfinder                                                                                                  |       |       |
| 17. Juli | Charlotte Thouret                           | französische Karmelitin und Selige der römisch-katholischen Kirche                                                   | 78    |       |
| 19. Juli | Johann Eduard von Ruttant                   | k. k. Generalmajor sowie Ritter des Maria-Theresia-Ordens                                                            |       |       |
| 22. Juli | Louis-Charles de Flers                      | französischer Divisionsgeneral                                                                                       | 40    |       |
| 23. Juli | Christoph Albrecht von Auer                 | preußischer Beamter                                                                                                  | 84    |       |
| 23. Juli | Alexandre de Beauharnais                    | Präsident der französischen Nationalversammlung kurz nach der Revolution                                             | 34    |       |
| 23. Juli | Friedrich III.                              | souveräner Fürst im Fürstentum Salm                                                                                  | 49    |       |
| 25. Juli | André Chénier                               | französischer Schriftsteller                                                                                         | 31    |       |
| 25. Juli | Franz von Gumer                             | Bürgermeister von Bozen und Gründer einer Freimaurerloge in Bozen                                                    |       |       |
| 25. Juli | Friedrich von der Trenck                    | preußischer Offizier und Abenteurer                                                                                  | 67    |       |
| 26. Juli | Charles-François de Saint-Simon Sandricourt | letzter Bischof von Agde                                                                                             | 67    |       |
| 26. Juli | Pierre-Joseph Le Groing de la Romagère      | französischer Priester, Seliger der römisch-katholischen Kirche                                                      | 42    |       |
| 27. Juli | Louis-Armand-Constantin de Rohan            | französischer Aristokrat und Marineoffizier                                                                          | 62    |       |
| 27. Juli | Johann Wilhelm Wallot                       | deutsch-französischer Astronom                                                                                       |       |       |
| 28. Juli | Georges Couthon                             | französischer Revolutionär                                                                                           | 38    |       |
| 28. Juli | René-François Dumas                         | Politiker der Französischen Revolution                                                                               | 40    |       |
| 28. Juli | Jean-Baptiste Fleuriot-Lescot               | französischer Revolutionär                                                                                           |       |       |
| 28. Juli | François Hanriot                            | französischer Revolutionär                                                                                           | 34    |       |
| 28. Juli | Philippe-François-Joseph Le Bas             | französischer Politiker                                                                                              | 29    |       |
| 28. Juli | Augustin Robespierre                        | französischer Politiker während der Zeit der Französischen Revolution, jüngerer Bruder des Maximilien de Robespierre | 31    |       |
| 28. Juli | Maximilien de Robespierre                   | französischer Politiker                                                                                              | 36    |       |
| 28. Juli | Louis Antoine de Saint-Just                 | französischer Schriftsteller und Revolutionär                                                                        | 26    |       |

## August
| Tag        | Name                                 | Beruf, bekannt als                                                                   | Alter | Beleg |
| ---------- | ------------------------------------ | ------------------------------------------------------------------------------------ | ----- | ----- |
| 5. August  | William Fleming                      | US-amerikanischer Politiker                                                          | 65    |       |
| 5. August  | Gregorio Antonio Maria Salviati      | Kardinal der römisch-katholischen Kirche                                             | 66    |       |
| 6. August  | Henry Bathurst, 2. Earl Bathurst     | britischer Rechtsanwalt, Politiker und Lordkanzler (1771–1778)                       | 80    |       |
| 7. August  | Edmund Angerer                       | österreichischer Benediktinerpater, Kirchenmusiker und Komponist                     | 54    |       |
| 10. August | Ferdinand Friedrich von Reichenstein | preußischer Generalmajor                                                             | 71    |       |
| 11. August | Johann Michael Keller der Jüngere    | deutscher Baumeister, Stadtbaumeister in Schwäbisch Gmünd                            |       |       |
| 11. August | Jakob Friedrich Kleinknecht          | deutscher Komponist, Flötist, Violinist und Kapellmeister                            |       |       |
| 11. August | Benedikt Schütz von Holzhausen       | Amtmann in Kirberg und Camberg                                                       | 65    |       |
| 12. August | Johann David Beil                    | deutscher Schauspieler und Bühnendichter                                             | 40    |       |
| 13. August | Guillaume Mirabel                    | französischer General der Kavallerie                                                 | 49    |       |
| 14. August | George Colman der Ältere             | englischer Schriftsteller                                                            | 62    |       |
| 14. August | Johannes Ulrich von Federspill       | Südtiroler Impresario und Theaterschreiber                                           | 55    |       |
| 14. August | Peter von Hohenthal                  | ursächsischer Kreishauptmann                                                         | 67    |       |
| 15. August | François Mattei                      | römisch-katholischer Geistlicher                                                     | 84    |       |
| 15. August | François de Théas Graf von Thoranc   | Französischer Offizier und Kunstsammler                                              | 75    |       |
| 17. August | Elisabeth Auguste von Pfalz-Sulzbach | durch Heirat Kurfürstin von der Pfalz und von Bayern                                 | 73    |       |
| 18. August | Antoine Banassat                     | französischer Geistlicher, Parlamentsabgeordneter und Märtyrer                       | 65    |       |
| 18. August | Friedrich von Oven                   | preußischer Generalmajor und Chef des Garnisonsregiments Nr. 10                      | 73    |       |
| 24. August | Hendrik Hooft                        | Bürgermeister von Amsterdam                                                          | 78    |       |
| 25. August | Leopold August Abel                  | deutscher Geiger, Komponist und Maler                                                | 76    |       |
| 25. August | Florimond Claude von Mercy-Argenteau | österreichischer Diplomat                                                            | 67    |       |
| 26. August | Johann Justus von Avemann            | preußischer Jurist                                                                   | 59    |       |
| 27. August | Johann Friedrich Schmoll             | deutscher Organist und Komponist                                                     | 54    |       |
| 31. August | Christiane zu Mecklenburg            | Herzogin zu Mecklenburg, Angehörige des herzoglichen Hauses von Mecklenburg-Strelitz | 58    |       |

## September
| Tag           | Name                                                    | Beruf, bekannt als                                                                 | Alter | Beleg |
| ------------- | ------------------------------------------------------- | ---------------------------------------------------------------------------------- | ----- | ----- |
| 1. September  | Georg Ernst Ludwig von Preuschen von und zu Liebenstein | Regierungspräsident zu Dillenburg, Geheimer Rat                                    | 67    |       |
| 1. September  | Catherine Théot                                         | französische Mystikerin und Predigerin                                             | 78    |       |
| 2. September  | Rigobert Bonne                                          | französischer Mathematiker und Kartograph                                          | 66    |       |
| 4. September  | Daniel von Peharnik-Hotkovich                           | österreichischer General und Ritter des Militär-Maria-Theresia-Ordens              |       |       |
| 11. September | Don Miguel de Gijón y León                              | hispanoamerikanischer Geschäftsmann, Adeliger, und Vertrauter von Pablo de Olavide | 76    |       |
| 12. September | Vincenzo degli Abbati Olivieri                          | italienischer Musikkritiker und Komponist                                          | 66    |       |
| 13. September | Jean-Pierre Claris de Florian                           | französischer Dichter                                                              | 39    |       |
| 15. September | Abraham Clark                                           | US-amerikanischer Politiker, einer der Gründerväter der USA                        | 69    |       |
| 18. September | Philipp Ferdinand von Limburg-Styrum                    | deutscher Adliger, Graf von Limburg, Herr von Styrum                               | 60    |       |
| 23. September | Heinrich Julius Bruns                                   | brandenburgisch-preußischer Lehrer                                                 | 48    |       |
| 24. September | Edvard Storm                                            | norwegischer Dichter und Pädagoge                                                  | 45    |       |
| 25. September | Paul Rabaut                                             | französischer evangelischer Prediger und Pfarrer                                   | 76    |       |
| 26. September | August Rudolf von Knobelsdorff                          | königlich preußischer Generalmajor und Kommandeur des Infanterie-Regiments Nr. 32  | 67    |       |
| 29. September | Franz Anton von Nostitz-Rieneck                         | tschechischer Adeliger                                                             | 69    |       |
| 30. September | Franz Ludolph Ferdinand von Wildau                      | preußischer Generalleutnant                                                        | 69    |       |

## Oktober
| Tag         | Name                                     | Beruf, bekannt als                                            | Alter | Beleg |
| ----------- | ---------------------------------------- | ------------------------------------------------------------- | ----- | ----- |
| 6. Oktober  | Friedrich Gottlieb Barth                 | deutscher Pädagoge und Sprachwissenschaftler                  | 56    |       |
| 6. Oktober  | Alexander Gillon                         | US-amerikanischer Politiker                                   |       |       |
| 10. Oktober | Richard Robinson, 1. Baron Rokeby        | anglikanischer Erzbischof von Armagh                          |       |       |
| 14. Oktober | Christian Günther III.                   | Fürst von Schwarzburg-Sondershausen                           | 58    |       |
| 14. Oktober | Joseph Montgomery                        | US-amerikanischer Politiker                                   | 61    |       |
| 15. Oktober | Giacomo Durazzo                          | italienischer Diplomat, Theaterintendant und Kunstmäzen       | 77    |       |
| 15. Oktober | Claude Louis Michel de Sacy              | französischer Schriftsteller                                  | 48    |       |
| 17. Oktober | Friedrich Georg Christoph von Hellermann | Landrat des Kreises Fürstenthum                               | 70    |       |
| 18. Oktober | Johann Ernst Heinsius                    | deutscher Maler                                               | 63    |       |
| 18. Oktober | George Sigismund von Unruh               | preußischer Landrat                                           | 60    |       |
| 21. Oktober | Antoine Petit                            | französischer Arzt, Chirurg und Enzyklopädist                 | 72    |       |
| 20. Oktober | Margarethe Elisabeth Milow               | deutsche Hausfrau und Hausmutter eines Knabeninternats        | 46    |       |
| 25. Oktober | Johann Karl Theodor von Brabeck          | Abt und Fürstbischof von Corvey                               | 56    |       |
| 25. Oktober | Metta von Oberg                          | deutsche Muse von Augusta Louise zu Stolberg-Stolberg         | 56    |       |
| 27. Oktober | Johann Peter Schaidthauf                 | deutscher Bildhauer und Stuckateur                            | 87    |       |
| 28. Oktober | Andreas von Riaucour                     | Reichsgraf und Diplomat im Dienste des Kurfürsten von Sachsen | 72    |       |
| 30. Oktober | Lotf Ali Khan                            | letzter Zand-Prinz und Schah von Persien                      |       |       |
| Oktober     | Isaac Roosevelt                          | US-amerikanischer Händler und Politiker                       | 67    |       |

## November
| Tag          | Name                                           | Beruf, bekannt als                                                                | Alter | Beleg |
| ------------ | ---------------------------------------------- | --------------------------------------------------------------------------------- | ----- | ----- |
| 1. November  | Michael Ignaz Schmidt                          | deutscher Historiker                                                              | 58    |       |
| 3. November  | François-Joachim de Pierre de Bernis           | französischer Kardinal, Außenminister und Dichter                                 | 79    |       |
| 4. November  | Levin Gideon Friedrich von Apenburg            | preußischer Kavallerieoffizier                                                    | 70    |       |
| 6. November  | Mary Wortley-Montagu, 1. Baroness Mount Stuart | britische Adlige                                                                  | 76    |       |
| 9. November  | Hryhorij Skoworoda                             | ukrainischer Philosoph, Dichter und Musiker                                       | 71    |       |
| 12. November | Martin Friedrich Pitiscus                      | deutscher Orientalist und Bibliothekar                                            | 72    |       |
| 13. November | Pierre-Alexandre DuPeyrou                      | Neuenburger Finanzmann und Mäzen                                                  | 65    |       |
| 13. November | Friedrich Christian I.                         | Herzog von Schleswig-Holstein-Sonderburg-Augustenburg                             | 73    |       |
| 15. November | Maria Franziska von Pfalz-Sulzbach             | Pfalzgräfin von Sulzbach und durch Heirat Pfalzgräfin und Herzogin von Birkenfeld | 70    |       |
| 15. November | John Witherspoon                               | Unterzeichner der Unabhängigkeitserklärung und Dekan der Princeton University     | 71    |       |
| 16. November | Rudolf Erich Raspe                             | deutscher Bibliothekar, Schriftsteller und Universalgelehrter                     |       |       |
| 17. November | Julius Philipp Heintzmann                      | königlich-preußischer Bergrat und Unternehmer                                     | 49    |       |
| 17. November | Johann Martin Preissler                        | deutscher Kupferstecher                                                           | 79    |       |
| 18. November | Jacques François Dugommier                     | französischer General                                                             | 56    |       |
| 18. November | Gottlob Christian Klügel                       | deutscher Jurist                                                                  | 82    |       |
| 22. November | John Alsop                                     | US-amerikanischer Politiker                                                       |       |       |
| 22. November | Alison Cockburn                                | schottische Poetin und Salonière                                                  | 81    |       |
| 24. November | Pieter Nieuwland                               | holländischer Dichter, Mathematiker und Naturkundler                              | 30    |       |
| 28. November | Cesare Beccaria                                | italienischer Rechtsphilosoph                                                     | 56    |       |
| 28. November | Friedrich Wilhelm von Steuben                  | deutscher Auswanderer und US-amerikanischer General                               | 64    |       |
| 29. November | Sophie Friederike von Mecklenburg              | Herzogin von Mecklenburg-Schwerin, Erbprinzessin von Dänemark                     | 36    |       |
| November     | Antonio Dominici                               | italienischer Maler                                                               | 57    |       |

## Dezember
| Tag          | Name                          | Beruf, bekannt als                                     | Alter | Beleg |
| ------------ | ----------------------------- | ------------------------------------------------------ | ----- | ----- |
| 2. Dezember  | Johann Gottlob Leidenfrost    | deutscher Mediziner und Theologe                       | 79    |       |
| 4. Dezember  | Giovanni Meneghetti           | italienischer Komponist der Vorklassik                 | 63    |       |
| 10. Dezember | Philipp Christian von Bohlen  | preußischer Generalleutnant und Regimentsinhaber       | 76    |       |
| 11. Dezember | Georg Wilhelm von dem Bussche | braunschweigisch-lüneburgischer General der Infanterie | 68    |       |
| 14. Dezember | Georg Theodor Strobel         | deutscher lutherischer Theologe und Kirchenhistoriker  | 58    |       |
| 16. Dezember | Jean-Baptiste Carrier         | französischer Revolutionär                             | 38    |       |
| 16. Dezember | Heinrich Taddel               | deutscher Juwelier und Geheimer Kämmerer in Dresden    | 79    |       |
| 23. Dezember | Herz Samson                   | deutscher Bankier und Kammeragent jüdischer Herkunft   |       |       |
| 24. Dezember | Bartholomäus III. von Tinti   | österreichischer Freimaurer und Geiger                 | 58    |       |
| 27. Dezember | Johann Theodor Pyl            | deutscher Arzt und Gerichtsmediziner                   | 45    |       |
| 31. Dezember | Charles-François Lhomond      | französischer Latinist und Romanist                    |       |       |
| 31. Dezember | Carl von der Osten-Sacken     | sächsischer und preußischer Minister                   | 68    |       |

## Datum unbekannt
| Tag | Name                                    | Beruf, bekannt als                                                                               | Alter | Beleg |
| --- | --------------------------------------- | ------------------------------------------------------------------------------------------------ | ----- | ----- |
|     | Mustafa Achmatowicz                     | tatarischer Leutnant in der litauischen Armee                                                    |       |       |
|     | Robert Barron                           | britischer Erfinder                                                                              |       |       |
|     | François-Joseph Bérardier de Bataut     | französischer Schriftsteller                                                                     |       |       |
|     | Joseph Gardner                          | US-amerikanischer Politiker                                                                      |       |       |
|     | Benjamin Peter Gloxin                   | deutscher Botaniker und Arzt                                                                     |       |       |
|     | Melchior Hefele                         | österreichischer Architekt                                                                       |       |       |
|     | Ernst August von Meding                 | braunschweig-lüneburgischer Adliger und Generalleutnant                                          |       |       |
|     | Michael Nestius                         | deutscher evangelisch-lutherischer Geistlicher                                                   |       |       |
|     | Thomas Mudge                            | englischer Uhrmachermeister und der Erfinder der Ankerhemmung                                    |       |       |
|     | Ignácio Parreiras Neves                 | brasilianischer Komponist                                                                        |       |       |
|     | Alejandro O’Reilly                      | spanischer Gouverneur des kolonialen Louisiana                                                   |       |       |
|     | Giuseppe Paladini                       | italienischer Maler                                                                              |       |       |
|     | Johann Ludwig Petri                     | deutscher Gartenkünstler                                                                         |       |       |
|     | Johann Friedrich Rosenzweig             | deutscher Universitätsreit- und Stallmeister                                                     |       |       |
|     | Hermann Ernst Rumpel                    | deutscher Jurist, Bibliothekar, Schulleiter und Hochschullehrer                                  |       |       |
|     | Johann Michael Scheibenpogen            | Stadtrichter und Bürgermeister der oberösterreichischen Landeshauptstadt Linz                    |       |       |
|     | Franz Daniel von Schwachheim            | Apotheker in Lausanne, Besitzer von Bad Schinznach und Gastgeber der "Helvetischen Gesellschaft" |       |       |
|     | Skúli Magnússon                         | isländischer Landvogt                                                                            |       |       |
|     | Maximilian Wilhelm Siegmund von Stetten | deutscher Offizier, Deutsch-Ordens-Ritter, Gouverneur von Würzburg                               |       |       |
|     | Pierre Jean Louis Victor Thuillier      | französischer Revolutionär und Politiker                                                         |       |       |
|     | Niklaus Emanuel Tscharner               | Schweizer Magistrat und Ökonom                                                                   |       |       |
|     | Tsuga Teishō                            | japanischer Schriftsteller                                                                       |       |       |
|     | Jérôme Pétion de Villeneuve             | Anführer während der Französischen Revolution                                                    |       |       |
|     | Jacques-François Villiers               | französischer Arzt und Übersetzer                                                                |       |       |
|     | Carl Gustav von Wolffradt               | schwedisch-pommerscher Jurist und Landvogt von Rügen                                             |       |       |